# Synaptura
Genre
Synaptura est un genre de poissons plats majoritairement marins de la famille des Soleidae. Les espèces de ce genre se trouvent toutes dans l'océan Indien et le Pacifique, excepté Synaptura cadenati qui vit sur la côte Atlantique de l'Afrique et Synaptura salinarum, endémique d'Australie et vivant en eau douce.

## Liste des espèces
Selon BioLib (23 janvier 2025) :
- Synaptura albomaculata Kaup, 1858
- Synaptura cadenati Chabanaud, 1948
- Synaptura commersonnii (Lacépède, 1802)
- Synaptura marginata Boulenger, 1900
- Synaptura megalepidoura (Fowler, 1934)
- Synaptura nigra Macleay, 1880
- Synaptura villosa Weber, 1907

Selon World Register of Marine Species (23 janvier 2025) :
- Synaptura albomaculata Kaup, 1858
- Synaptura cadenati Chabanaud, 1948
- Synaptura commersonnii (Lacepède, 1802)
- Synaptura megalepidoura (Fowler, 1934)